# Egea (casa discografica)
La EGEA Music (conosciuta anche semplicemente come EGEA) è una casa discografica italiana, attiva dagli anni novanta. Si occupa anche di distribuzione di dischi editi da altre etichette.

## Artisti pubblicati
Tra gli artisti pubblicati o distribuiti per altre etichette i più noti sono Ezio Bosso, Ennio Rega (Scaramuccia Music), Stefano Cantini (Alfamusic), Danilo Pennone, Francesco Camattini, Mao, Narciso Parigi (Incipit Records), Leopoldo Mastelloni e Nicola Piovani.